# Fred Lebow
Fred Lebow (3 juin 1932 – 9 octobre 1994), né Fischel Lebowitz, est un coureur de fond américain, directeur de course et fondateur du Marathon de New York. Il préside à la transformation de la course, commençant avec 55 coureurs qui terminent la course en 1970, pour aboutir à l'un des plus grands marathons du monde avec 51 394 arrivants en 2016. Il est intronisé à titre posthume au temple de la renommée national de la course de distance en 2001 et au temple de la renommée du New York Road Runners (NYRR) en 2011.

## Débuts
Né dans la ville d'Arad, en Roumanie, Fred Lebow quitte son pays en 1951, fuyant l'Europe déchirée par l'après-guerre pour venir aux États-Unis. Plus tard, il change son nom et devient citoyen américain. À la fin des années 1960, il rejoint le NYRR qui, à l'époque, était un petit club.

## Carrière
Fred Lebow court dans le marathon inaugural en 1970, terminant 45e sur 55 coureurs avec un temps de 4:12:09. Il devient président du NYRR en 1972 et sert dans ce rôle en tant que directeur de course du marathon de New York pendant 22 ans, jusqu'à sa mort prématurée d'un cancer du cerveau en 1994.
Alors que les premiers marathons se déroulaient sur une boucle à l'intérieur de Central Park, en 1976, Fred Lebow propose un nouveau parcours qui traverse les cinq arrondissements de New York pour se terminer à Central Park. L'objectif qui était de populariser le marathon est atteint grâce aux 2090 coureurs, dont Frank Shorter, double médaillé olympique. Pour la première fois, de nombreux journalistes et caméras de télévision sont présents, ainsi que de nombreux spectateurs. Fred Lebow a non seulement fait connaitre le marathon de New York, mais a également contribué à créer des marathons à Chicago, Los Angeles, Pékin et Londres. Localement, il organise également la course de l'Empire State Building, le Mile de la Cinquième Avenue (en), et le Mini 10 km de New York (en), la première course strictement féminine.
Au cours de sa carrière, il réalise 69 marathons dans 30 pays et court son dernier marathon de New York le 1er novembre 1992 pour célébrer son 60e anniversaire, après avoir reçu le diagnostic de cancer. Avec son amie, Grete Waitz, gagnante du marathon de New York à neuf reprises, il termine avec un temps de 5:32: 35,,.
Fred Lebow décède chez lui à l'âge de 62 ans des suites de son cancer. Son service commémoratif à la ligne d'arrivée du marathon de New York en 1994 attire une foule de 3 000 personnes endeuillées, qui était, à l'époque, le plus grand rassemblement commémoratif à Central Park depuis la mort de John Lennon.

## Héritage
En 1991, Fred Lebow fonde La Fred's Team, premier organisme de bienfaisance officiel du marathon de New York. Le programme utilise les coureurs de marathon pour recueillir des fonds pour la recherche sur le cancer.
La Fred's Team est créé en l'honneur de Fred Lebow. Chaque année, des athlètes de toutes les aptitudes se joignent à la Fred's Team pour participer à des marathons, des semi-marathons, des triathlons, des courses de vélos et d'autres événements d'endurance partout dans le monde afin de recueillir des fonds pour la recherche pionnière au Memorial Sloan-Kettering Cancer Center. Depuis 1995, La Fred's Team a recueilli plus de 52 millions de dollars.
En l'honneur de Fred Lebow, une sculpture de lui est créée par Jésus Ygnacio Dominguez. Dévoilée le 4 novembre 1994 à l'occasion du marathon de New York, elle dépeint Fred Lebow chronométrant les coureurs avec sa montre. En 2001, la statue est déplacée à son emplacement permanent sur la 90e rue, le côté est de la promenade de Central Park. Chaque année, la statue est déplacée à un endroit en vue de la ligne d'arrivée du marathon. Le nom de Fred Lebow est attribuée à une place sur la 89e rue (en), entre la Cinquième Avenue et Madison Avenue où se trouve également les bureaux du NYRR.

### Documentaire
- Le documentaire Run for Your Life raconte l'histoire de Fred Lebow et le marathon de New York.